# Can Muntada (Maçanet de Cabrenys)
Can Muntada és una masia de Maçanet de Cabrenys (Alt Empordà) inclosa a l'Inventari del Patrimoni Arquitectònic de Catalunya.

## Descripció
Edifici situat a la carretera de les Salines, a un quilòmetre del poble. Es tracta d'una masia de planta irregular, formada per diferents cossos. L'edifici principal és el de la masia, de planta rectangular, amb paredat de pedres irregulars i obertures carreuades, dues de les quals amb la llinda amb inscripció. Dues d'aquestes inscripcions són les dates 1781 i 1816. És un edifici de planta baixa, i dos pisos, al primer del qual s'accedeix a través d'una escala exterior que dona a una terrassa suportada per dues voltes de canó. Aquesta terrassa continua amb una terrassa correguda que porta a una altra terrassa, sostinguda per un porxo, que uneix la masia principal amb un dels cossos que en formen part. Aquest cos és de planta rectangular amb coberta a una vessant i paredat de pedra irregulars amb obertures carreuades, així com les cantonades. Aquesta mateixa estructura es repeteix al cos del costat, tot i que l'alçada d'aquest és superior.